# Dèficit de tarifa
El dèficit de tarifa o dèficit tarifari del sector elèctric espanyol comença l'any 2000 i fa referència a la diferència entre els ingressos de les empreses elèctriques espanyoles pels pagaments dels consumidors i els costos establerts per la normativa a l'hora de subministrar electricitat. El 2014, a l'Estat Espanyol, el deute arran del dèficit de tarifa elèctrica va superar la xifra de 30.000 milions el 2014. A partir del 2014, el dèficit elèctric ha anat disminuint; al tancar el 2018, el deute del sistema elèctric era de 18.851,5 milions d'euros, aproximadament un 10 % inferior respecte al valor final del 2017, de 20.994 milions d'euros. Al tancar el 2019, el deute era de 16.602 milions d'euros, al voltant d'un 12 % inferior al del 2018.
Diverses modificacions en la legislació han mirat de frenar el creixement d'aquest deute, i han aconseguit que el sistema elèctric deixi de generar dèficit. La Llei 24/2013, llei del Sector Elèctric, estableix el principi rector de sostenibilitat econòmica i financera fixant un topall de desajustament de la previsió dels ingressos d'un 2% en un exercici, a més d'indicar que el deute acumulat per desajustaments d'exercicis anteriors no podrà superar el 5% dels ingressos del sistema estimats per aquest exercici. En cas que no es compleixin aquests límits, es revisaran automàticament els peatges o càrrecs que corresponguin. Per això, l'any 2014, després de 14 anys consecutius de generació de dèficit, el sistema elèctric va passar a registrar un superàvit de 550 milions d'euros. A partir de llavors han seguit registrant-se superàvits, tot i que inferiors (96 milions d'euros el 2018).
- Dèficits/superàvits del sistema elèctric generats anualment en el període 2000-2018 (milions d'euros)[4]

## Caràcter i origen del dèficit de tarifa elèctric espanyol
El dèficit tarifari es considera un dèficit regulatori i no un dèficit econòmic, dat que els ingressos obtinguts pels peatges d'accés del sistema elèctric són inferiors als costos reconeguts per les activitats regulades a les empreses elèctriques. 
Les causes del dèficit són errors d'estimació i decisions polítiques.

### Liberalització del sector
Des de la liberalització, els diversos governs de l'Estat Espanyol van aplicar una política de congelació de la tarifa de la llum al marge dels costos declarats de l'energia, que es va transformar en "deute" de l'Estat envers les empreses productores d'electricitat.
Aquest dèficit de tarifa va créixer any rere any, especialment des de 2005, fins a aconseguir la xifra de 30.000 milions d'euros en 2013.

### Errors d'estimació i decisions polítiques
Les diferències entre la recaptació per tarifes integrals i d'accés i els costos reals de les mateixes s'originen bàsicament de dues maneres:
- errors d'estimació (diferència entre els costos reals del subministrament de l'energia i les previsions realitzades a l'inici de l'any pel Govern)
- decisions regulatòries del govern

La major part dels costos que determinen les tarifes són previsions. Dos exemples són 
- a) el cost d'adquisició de l'energia, per part dels generadors, per al subministrament als consumidors acollits a la tarifa integral i
- b) el cost de la producció del Règim Especial, que rep primes

Els errors d'estimació creen un dèficit conjuntural i no pas estructural, ja que les previsions poden acabar sent en qualsevol sentit -positiu o negatiu- i a llarg termini el dèficit mitjà tendeix a ser nul. Tot i així, és el Govern l'encarregat d'aprovar les tarifes elèctriques en cada període marcat. En 2000 els seus responsables van aprovar unes tarifes que no incloïen tots els costos que les companyies elèctriques asseguraven tenir. Aquest va ser l'inici del dèficit de tarifa, una espècie de deute ajornat dels consumidors amb les empreses elèctriques. Les motivacions rere aquesta previsió a la baixa eren mantenir baixos els preus de l'electricitat i evitar efectes negatius en la inflació, la competitivitat, així com desgast polític.
Josep Piqué, ministre d'Indústria en aquesta època, va justificar la mesura per la mala situació econòmica del país assenyalant que tenia caràcter temporal, de 10 anys segons l'acord. Tot i així, els governs posteriors van mantenir aquesta decisió, independentment de la situació econòmica, per la qual cosa el dèficit de tarifa va augmentar any rere any, fins a més de 30.000 milions d'euros el 2013.
Aquesta política va donar lloc a un dèficit estructural cada vegada més elevat i difícil de mantenir, que té efectes sobre el desenvolupament de la competència als mercats i sobre els senyals econòmics que reben generadors i demanda. El dèficit no és una altra cosa que un deute del Sistema (és a dir, dels consumidors) amb les empreses que aporten el finançament del dèficit en qüestió. Per tant, requereix recursos financers per cobrir la diferència entre els ingressos de les empreses i els pagaments realitzats pels consumidors presents.
Els recursos financers per realitzar aquests pagaments s'obtenen, amb la garantia regulatòria expressada en un Reial decret, a través de la promesa que seran recuperats en el futur mitjançant recàrrecs sobre les tarifes d'accés a les xarxes. Aquest procés és el que es coneix com a finançament de dèficit (el mètode pel qual les empreses poden avançar els fons necessaris per cobrir aquests costos sense afectar el normal funcionament de la seva activitat és la cessió a tercers d'aquests drets que, a canvi, lliuren als seus titulars el valor present dels fluxos futurs esperats a un determinat tipus de descompte. Amb la regulació del dèficit ex–ante, introduït al 2007, teòricament la inflació del dèficit és externalitzada directament a empreses amb major vocació financera.

## Possibles solucions per a eliminar el dèficit
Per tal de frenar el l'augment continu i evitar la insostenibilitat de la situació, hi ha diverses solucions:
1. Pujar els costos reconeguts de la generació d'electricitat.
2. Auditoria del deute i, si escau, declaració de nul·litat del deute elèctric il·legítim.
3. Pujar les tarifes.
4. Finançar els costos que no cobreixen les tarifes amb fons provinents dels Pressupostos Generals de l'Estat o similars.

Les reformes del govern han permès que després de 14 anys consecutius de generació de dèficit, l'any 2014 fos el primer en el qual va resultar un superàvit del sistema elèctric de 550 milions d'euros. Col·lectius d'usuaris i partits polítics van demanar l'auditoria del deute del dèficit de tarifa amb l'objectiu d'establir exactament el seu origen i composició i, si escau, anul·lar la part del dèficit que es consideri il·legítim o espuri.